# اجه‌لر (کاهتا)
اجه‌لر {{ترکی|Eceler) (به کردی: Çepek) یک منطقهٔ مسکونی کردنشین در ترکیه است که در کاهتا واقع شده‌است.